# Pasquale Squitieri
Pasquale Squitieri (Nápoly, 1938. november 27. – Róma, 2017. február 18.) olasz filmrendező.

## Filmjei
- Io e Dio (1969)
- Django sfida Sartana (1970, William Redford néven)
- La vendetta è un piatto che si serve freddo (1971, William Redford néven)
- Camorra (1972)
- Viaggia, ragazza, viaggia, hai la musica nelle vene (1973)
- I guappi (1974)
- L'ambizioso (1975)
- A vasprefektus (Il prefetto di ferro) (1977)
- L'arma (1978)
- Corleone (1978)
- Vad fajzat (Razza selvaggia) (1980)
- La segnorina, a Dieci registi italiani, dieci racconti italiani epizód (1983, tv-sorozat)
- Claretta (1984)
- Bűnvadászok (Il pentito) (1985)
- Naso di cane (1986, tv-sorozat, 3 epizód rendezője)
- Russicum - I giorni del diavolo (1988)
- Gli invisibili (1988)
- Il colore dell'odio (1989)
- Atto di dolore (1990)
- Corsica (1991)
- Stupor Mundi (1997)
- Li chiamarono... briganti! (1999)
- Élisabeth - Ils sont tous nos enfants (2000, tv-film)
- L'avvocato de Gregorio (2003)
- Il giorno della Shoah (2010, tv-film)
- Father (2011)
- L'altro Adamo (2014)